# Kure Beach, North Carolina
Kure Beach, North Carolina (енгл. Kure Beach) град је у америчкој савезној држави Северна Каролина.

## Демографија
По попису из 2010. године број становника је 2.012, што је 505 (33,5%) становника више него 2000. године.
| Група             | 2000.         | 2010.         |
| Белци             | 1.476 (97,9%) | 1.923 (95,6%) |
| Афроамериканци    | 1 (0,1%)      | 17 (0,8%)     |
| Азијати           | 1 (0,1%)      | 12 (0,6%)     |
| Хиспаноамериканци | 14 (0,9%)     | 36 (1,8%)     |
| Укупно            | 1.507         | 2.012         |